# Cecilia Payne
Cecilia Payne (teljes leánynevén Cecilia Helena Payne, asszonynevén Cecilia Helena Payne-Gaposhkin) (Wendover, Buckinghamshire, Anglia, 1900. május 10. – Cambridge, Massachusetts, 
1979. december 7.) brit származású amerikai csillagász.

## Élete
Középiskolai tanulmányai után 1919-ben elnyert egy ösztöndíjat a Cambridge-i Egyetemre, a Newham College-ba, ahol botanikát, fizikát és kémiát tanult. Miután egy beszélgetés során Arthur Eddington beszámolt arról az expedícióról, amelyen a napfogyatkozást megfigyelve bebizonyította, hogy a Nap gravitációja Albert Einstein általános relativitáselméletének megfelelően eltéríti a fénysugarakat, Payne érdeklődése a csillagászat felé fordult. Egy nyílt napon meglátogatta az egyetemi csillagvizsgálót, és kérdéseit hallgatva Eddington felismerte benne a tehetséget. Rábízta az obszervatórium könyvtárának gondozását, ahol naprakész ismereteket szerezhetett a csillagászat fejlődéséről.
Még egyetemi évei alatt a Királyi Csillagászati Társaság tagjává választották, de Cambridge-ben egészen 1948-ig érvényben volt az a rendelkezés, hogy nők ugyan járhatnak az egyetemre, de diplomát nem kaphatnak. Ezért tanulmányai befejeztével Payne nem helyezkedhetett el kutatóként; abban az időben a természettudományos szakokon végzett nők gyakorlatilag csak pedagógusnak állhattak. Ezért Eddington bemutatta őt az Angliába látogató Harlow Shapley-nek. Shapley nem törődött azzal, hogy Payne-nek nincs diplomája, hanem felajánlott neki egy ösztöndíjat a Harvard Egyetem Radcliffe College-ába PhD dolgozatának elkészítésére. Payne-nek alig két év kellett a dolgozat elkészítéséhez és megvédéséhez, ezzel ő lett az első nő, aki a Radcliffe College-ban valaha doktori fokozatot szerzett (egyúttal az övé volt az első olyan PhD-fokozat, amelyet a Harvard College Obszervatóriumban végzett munkára adtak). Ebben a dolgozatában mutatta be első igazán nagy és átütő tudományos eredményét: spektroszkópiai módszerrel kimutatta, hogy a Nap tömegének döntő többsége hidrogén.
A kor szellemiségére jellemző módon eredményeit a tudományos közvélemény nem fogadta el közvetlenül, csak az után, hogy azokat tőle függetlenül férfi csillagászok (Albrecht Unsöld, 1928; William McCrea, 1929) is igazolták. 1929-ben egy, Payne-étől eltérő spektroszkópiai módszerrel az eredményeit korábban hevesen bíráló Henry Norris Russell is hasonló eredményeket kapott, és ekkor visszamenőleg elismerte Payne tudományos elsőségét.
Disszertációjának megvédése után állást kínáltak neki a Harvard Egyetemen, de mivel nő volt, be kellett érnie a „technikai asszisztens” besorolással és a férfiakénál jóval kisebb fizetéssel, miközben minden szempontból a professzoroktól elvárt követelményeket kellett teljesítenie. Professzori kinevezésére egészen 1956-ig kellett várnia — ezzel ő lett az első professzornő a Harvard történetében.
1934-ben összeházasodott az orosz származású amerikai csillagász Sergei Illarionovich Gaposhkinnal (1898–1984), és nevét ezután Payne-Gaposhkin alakban használta.

## Tudományos munkássága
PhD-disszertációjában (mindössze 25 évesen) egy egész sor alapvető módszertani, illetve tudományos problémát oldott meg; ezért is nevezte értekezését Otto Struve „a csillagászat történetében valaha megírt legragyogóbb PhD-dolgozatának”. A Nap összetételének meghatározásához  először is a Fraunhofer-féle vonalakat kellett értelmeznie — ezekből ugyanis sokkal több volt, mint az ismert elemek színképvonalaiból. Payne Meghnad Saha indiai fizikus nem sokkal korábban közzétett eredményeit felhasználva rámutatott, hogy az ionok színképvonalai érdemben, ám kiszámítható módon különböznek az ionizálatlan atomokéitól. 
A csillagok színképeiben észlelt abszorpciós vonalak alapján kiszámította, miként hatnak a körülmények (elsősorban a hőmérséklet és a nyomás) a csillagok légkörében előforduló elemek ionizációs állapotaira. Megállapította, hogy a csillagok színképei nem azért különböznek egymástól, mert a csillagok más-más anyagokból állnak, hanem azért, mert légkörük eltérő körülményei között különböző az egyes elemek ionizáltsága. A Fraunhofer-vonalak bonyolult rendszerét elemekre visszafejtve sikerrel állapította meg, milyen arányokban kell előfordulniuk az egyes elemeknek ahhoz, hogy a csillagok a ténylegesen látható színképüket sugározzák. 18 elem gyakoriságát kiszámítva kimutatta, hogy a csillagok kémiai összetétele nagyjából azonos.
Óriási meglepetést keltett annak felfedezésével, hogy a csillagok anyaga nem a Földéhez hasonló, hanem zömmel hidrogénből és héliumból állnak. Ez annyira különbözött mindattól, amit korábban a csillagokról gondoltak, hogy Henry Norris Russell, a Princetoni Egyetem professzora, akivel a dolgozatot lektoráltatták, az eredményt „nyilvánvaló képtelenségnek” minősítette. Ezért Shapley tanácsára (jobb meggyőződése ellenére) be kellett írnia dolgozatába egy olyan mondatot, hogy „ennek a két elemnek a számítások eredményeként kapott, rendkívül magas részaránya a csillagok légkörében csaknem biztosan nem reális”.
Miután a tudományos fokozatot megkapta, már nem kellett visszafognia magát, és három évvel később publikált első könyvében (Stellar Atmospheres) már nyíltan kiállhatott eredményei mellett.
Későbbi kutatásai közül a legjelentősebbek a Tejútrendszer és a Magellán-felhők változó csillagait vizsgálva férjével közösen elért eredményei.

## Fontosabb publikációi

### Szakkönyvek
- Stellar Atmospheres (1928)
- The Stars of High Luminosity (1930)
- Variable Stars (S.I. Gaposhkinnal, 1938)
- Stars in the Making (1952)
- Variable Stars and Galactic Structure (1954)
- Introduction to Astronomy (1956)
- The Galactic Novae (1957)

### Fontosabb szakcikkek
- Payne Gaposchkin, C. (1936), "On the Physical Condition of the Supernovae", Proceedings of the National Academy of Sciences 22 (6):  332–6, DOI 10.1073/pnas.22.6.332
- Whipple, F. L. & Payne Gaposchkin, C. (1936), "On the Bright Line Spectrum of Nova Herculis", Proceedings of the National Academy of Sciences 22 (4):  195–200, DOI 10.1073/pnas.22.4.195
- Payne Gaposchkin, C. (1941), "Obituary – Annie Jump Cannon", Science 93 (2419):  443–444, DOI 10.1126/science.93.2419.443

### Posztumusz önéletrajza
- Cecilia Payne-Gaposchkin: An Autobiography and Other Recollections (Cambridge University Press, 1984).

## Emlékezete
- 2039 Payne-Gaposchkin kisbolygó

## Fordítás
- Ez a szócikk részben vagy egészben  a   Cecilia Payne-Gaposhkin című angol Wikipédia-szócikk fordításán alapul.  Az eredeti cikk szerkesztőit annak laptörténete sorolja fel. Ez a jelzés csupán a megfogalmazás eredetét és a szerzői jogokat jelzi, nem szolgál a cikkben szereplő információk forrásmegjelöléseként.